# Српска православна црква у Молу
Српска православна црква у Молу, месту у општини Ада, подигнута је у периоду од 1808. до 1824. године. Црква је под заштитом Републике Србије као споменик културе у категорији непокретних културних добара од великог значаја.
Црква је посвећена Светом Сави, саграђена је у духу барока са јасним утицајима класицизма, са издуженом основом, где доминира простор наоса, полукружном олтарском апсидом и плитким правоугаоним певницама. Западним прочељем доминира двоспратни звоник фланкиран масивним забатом са волутним завршецима и украшен вишеструко профилисаним венцима. Четири пиластра, са израђено профилисаним капителима и тимпаноном изнад, наглашавају главни улаз. Висока, уска капа звоника, са куглом и крстом, доприноси утиску стремљења у висину. Засведена је полуобличастим сводом.
Иконостас под утицајем неоготике истиче његов репрезентативан изглед, што га сврстава у једно од најбогатије изрезбарених војвођанских иконостаса, на коме су сликарски потпис оставили Арса Теодоровић, Никола Алексић и Новак Радоњић. Алексић је ангажован од 1831. до 1832. године да дослика и обнови иконостас, који је неколико година пре израдио Теодоровић. Његов допринос је у коначном обликовању класицистичке концепције, коју је Теодоровић, будући пре свега барокни сликар, тек наговестио. Поред престоних икона и икона из првог реда иконостаса, Никола Алексић је аутор и сликарства свода. Новак Радоњић је 1854. године добио наруџбину за израду царских двери и икона на троновима.
Конзерваторско-рестаураторски радови на архитектури спроводе се од 2002. године.